# 山羊王のテーマ
『山羊王のテーマ』（やぎおうのテーマ）は、川本真琴がタイガーフェイクファ名義でインディーズレーベルよりリリースした10枚目のシングル。

## 概要
- このCDリリースからさかのぼること1ヶ月前に朝日美穂ともりばやしみほとのユニット、ミホミホマコトとして本格的に音楽活動を再開していたが、ソロ名義でのCDリリースは、2001年10月末のシングル「ブロッサム」以来、およそ4年9か月ぶりとなった。
- M-1,2曲目は一発録り、M-3はライヴ音源となっている。
- 「山羊王のテーマ」の「山羊王」とは、川本が山羊座でO型であることに由来する。
- ミホミホマコトの「ミホミホマコト」と同じくインディーズ流通という販売でオリコンチャートにランクインした。タワーレコード渋谷店のインディーズチャート（2006年8月7日〜8月13日集計）では10位を記録している。

## 収録曲
1. 山羊王のテーマ
（作詞・作曲：タイガーフェイクファ）
2. やさぐれヤーさんのテーマ “ドルフィンブル〜ス”
（作詞・作曲：タイガーフェイクファ）
3. 成城学園前の歌
（作詞：吉田戦車、作曲：タイガーフェイクファ）
2002年の赤坂LOVEライブからのライブ音源。ライブ音源のため正確に歌っていない箇所がある、という注記があるが、そのためかタイトル下部に「(原型)」との表記がある。途中入るセリフ（MC）は佐内正史が務めている。
4. 山羊王のテーマ カラオケ (コーラス付き)
（作曲：タイガーフェイクファ）